# Musikjahr 1846
Liste der Musikjahre

◄◄ | ◄ | 1842 | 1843 | 1844 | 1845 | Musikjahr 1846 | 1847 | 1848 | 1849 | 1850 | ► | ►►

Weitere Ereignisse
Dieser Artikel behandelt das Musikjahr 1846.

## Ereignisse
- 21. März: Adolphe Sax erhält ein Patent für das von ihm erfundene Saxophon.

### Instrumental- und Vokalmusik

Felix Mendelssohn Bartholdy, Gemälde von Eduard Magnus

- Franz Berwald: Nordiska fantasibilder (Vokalwerk)
- Anton Bruckner komponiert während seines Aufenthalts im Stift St. Florian die vier Motetten Tantum ergo, WAB 41 und die Motette Tantum ergo, WAB 42. Um 1846 auch das weltliche Chorwerk Ständchen, WAB 84.2
- Frédéric Chopin: Barcarolle Fis-Dur op. 60; Polonaise Fantaisie As-Dur op. 61; Deux Nocturnes H-Dur, E-Dur op. 62; Trois Mazurkas H-Dur, f-Moll, cis-Moll op. 63; Galopp in As-Dur WoO
- Louise Farrenc: Sinfonie Nr. 2 D-Dur op. 35, Uraufführung am 3. Mai
- Felix Mendelssohn Bartholdy: Festgesang an die Künstler op. 68
- Otto Nicolai: Der 13. Psalm für acht Solostimmen, vierstimmigen Chor a cappella und Klavier
- George Onslow: Symphonie Nr. 4 G-Dur op. 71; Quintett für Klavier und Streicher op. 70; Streichquartett op. 69
- Clara Schumann: Trio für Pianoforte, Violine und Violoncello, g-Moll op. 17; Lied: Mein Stern; Lied: Beim Abschied
- Robert Schumann: 2. Sinfonie; Fünf Lieder für gemischten Chor, op. 55; Vier Gesänge für gemischten Chor, op. 59; Sechs Fugen über den Namen BACH, op. 60
- Johann Strauss (Sohn): Lind-Gesänge op. 21; Zeitgeister op. 25; Die Sanguiniker op. 27; Die Zillerthaler op. 30; Jux-Polka op. 17; Fidelen-Polka op. 26; Hopser-Polka op. 28; Austria-Marsch op. 20; Zigeunerin-Quadrille op. 24; Odeon-Quadrille op. 29; Quadrille nach Motiven aus der Oper „Die Belagerung von Rochelle“ op. 31

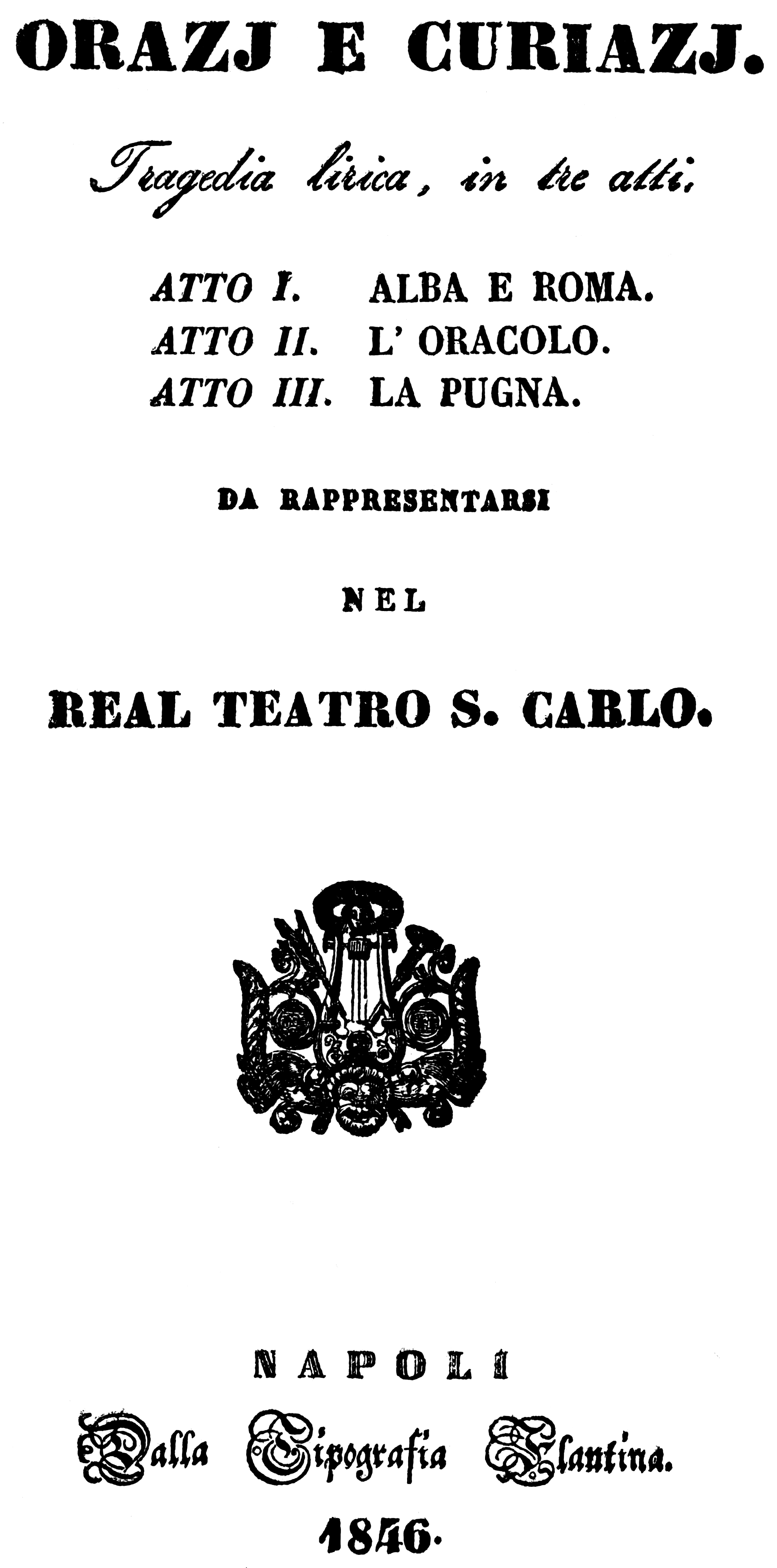
Titelblatt des Librettos

### Musiktheater

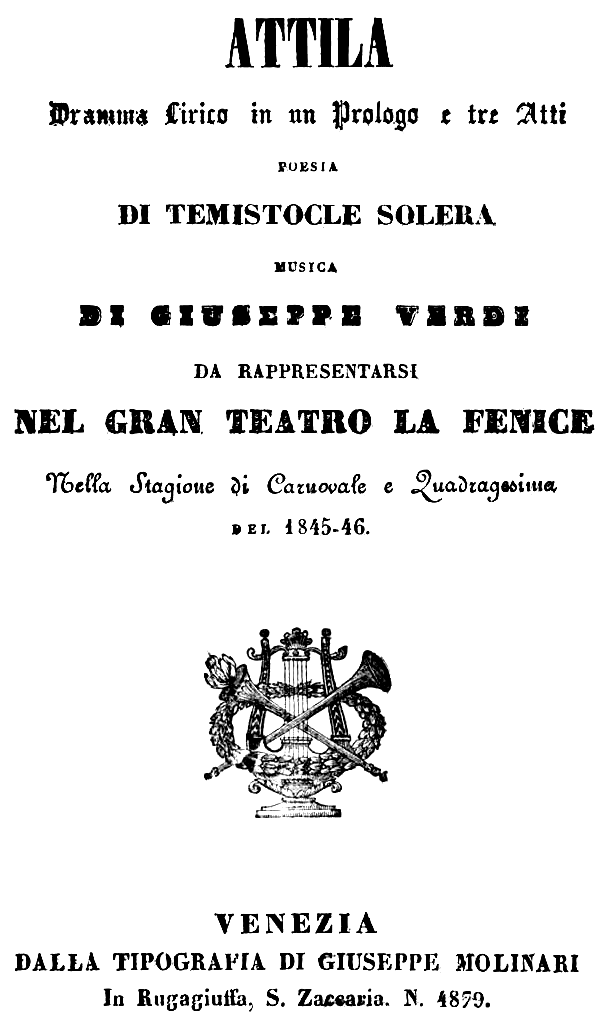
Attila, Titelblatt des Librettos, Venedig 1845

- 03. Februar: Die Uraufführung der komischen Oper Les mousquetaires de la reine von Fromental Halévy erfolgt an der Opéra-Comique in Paris.
- 17. März: Die Uraufführung der Oper Attila von Giuseppe Verdi erfolgt am Teatro La Fenice in Venedig und erhöht die Popularität des Komponisten. Das Libretto von Temistocle Solera, vollendet von Francesco Maria Piave, basiert auf der romantischen Tragödie Attila, König der Hunnen von Zacharias Werner.
- 28. März: Die Uraufführung der Oper Ljubav i zloba (Liebe und Bosheit), der ersten Oper von Vatroslav Lisinski und zugleich der ersten kroatischen Oper überhaupt findet in Zagreb statt.
- 01. April: Uraufführung des Balletts Paquita auf die Musik von Édouard Deldevez, das Libretto von Paul Foucher und Joseph Mazilier und die Choreographie von Joseph Mazilier im Salle Le Peletier in Paris
- 15. Mai: Uraufführung der Oper Le Trompette de M. le Prince von François Bazin an der Opéra-Comique in Paris
- 27. Mai: Uraufführung des Bühnenwerks Des Sängers Fluch von Conradin Kreutzer in Darmstadt
- 31. Mai: Uraufführung der Oper Der Waffenschmied von Albert Lortzing in Wien
- 13. Juni: Uraufführung der Oper L’amante di richiamo von Luigi Ricci und Federico Ricci in Turin, Teatro Angennes
- 29. Juni: Uraufführung der Oper L'Âme en peine von Friedrich von Flotow an der Grand Opéra Paris
- 24. August: Uraufführung des Bühnenstücks Dichter und Bauer von Franz von Suppè im Theater an der Wien in Wien
- 26. August: Uraufführung der Oper Lichtenstein von Peter Joseph von Lindpaintner in Stuttgart
- 26. August: Uraufführung des Oratoriums Elias von Felix Mendelssohn Bartholdy in Birmingham in England
- 10. November: Am Teatro San Carlo in Neapel erfolgt die erfolgreiche Uraufführung der Oper Orazi e Curiazi von Saverio Mercadante. Das Libretto stammt von Salvadore Cammarano und basiert auf der Tragödie Horace von Pierre Corneille.
- 16. November: Uraufführung der romantischen Oper Die Hochländerin am Kaukasus von Conradin Kreutzer in Hamburg

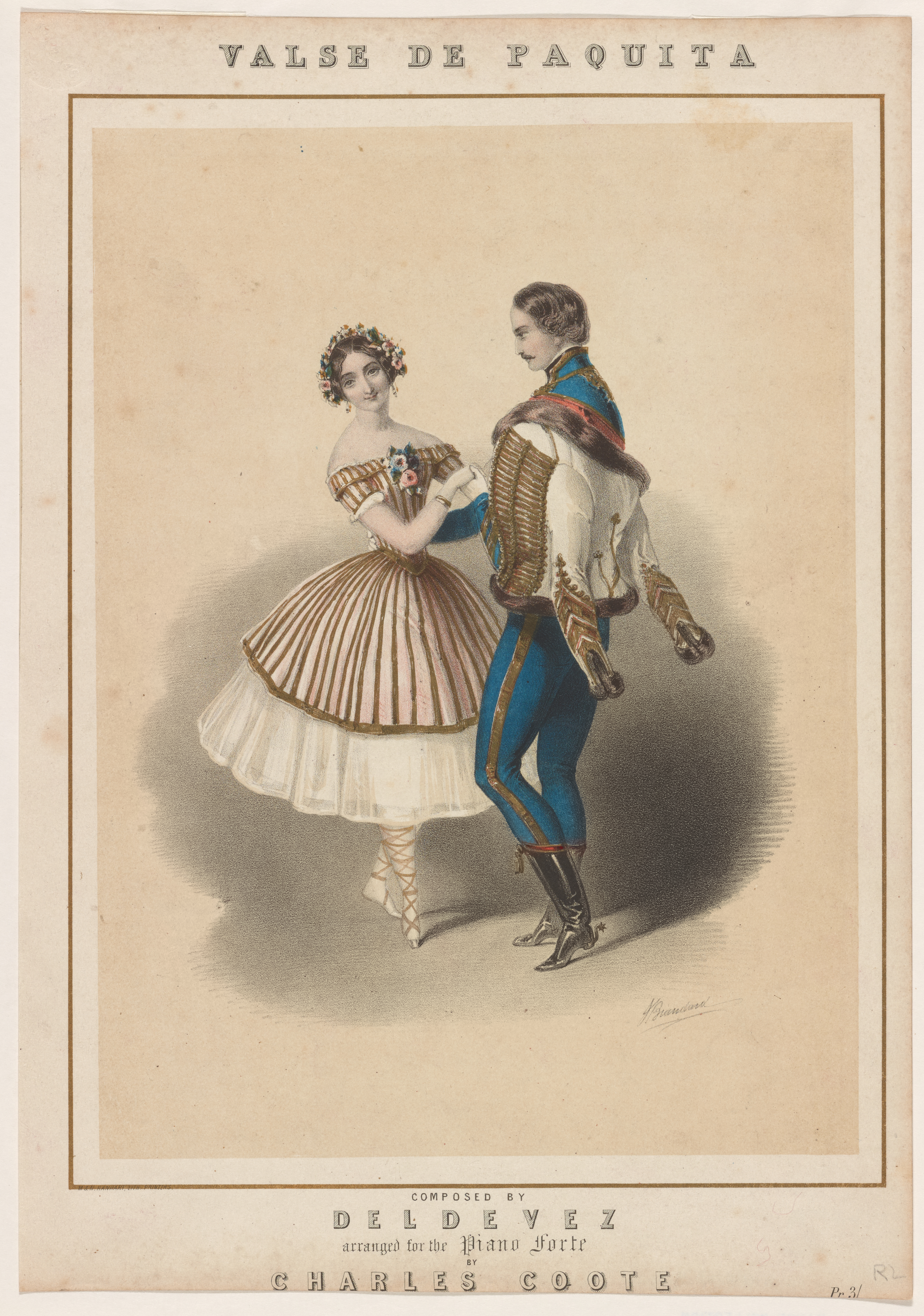
Carlotta Grisi und Lucien Petipa in Paquita, 1846 (Ausgabe eines Walzers aus Paquita für Klavier)

- 06. Dezember: An der Opéra-Comique in Paris erfolgt die konzertante Uraufführung der „dramatischen Legende“ La damnation de Faust (Fausts Verdammnis) von Hector Berlioz nach Goethes Faust I. Die szenische Uraufführung erfolgt erst 1893.
- 30. Dezember: Uraufführung der Oper Robert Bruce von Gioachino Rossini bzw. Louis Niedermeyer in Paris.
- Giovanni Pacini: La regina di Cipro (Oper)
- César Franck: Ruth (Oratorium)

## Geboren

### Geburtsdatum gesichert
- 01. Januar: Ernst Stahl, deutscher Musiker, Komponist, Kantor und Dirigent († 1924)
- 08. Januar: William Wallace Gilchrist senior, US-amerikanischer Komponist († 1916)
- 13. Januar: Anton Erl, deutscher Opernsänger († 1927)
- 15. Januar: Karl Rudolf Karrasz, rumäniendeutscher Komponist, Pianist und Musikpädagoge († 1912)
- 21. Januar: Albert Lavignac, französischer Musikwissenschaftler und Komponist († 1916)
- 21. Januar: Edmund John Myer, US-amerikanischer Gesangslehrer († 1934)
- 08. Februar: Franz Arnfelser, österreichischer Komponist († 1898)
- 10. Februar: Elizabeth Parsons, neuseeländische Sängerin († 1924)
- 12. Februar: Giuseppe Buonamici, italienischer Komponist († 1914)

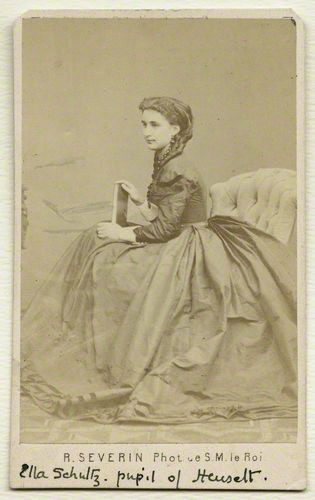
Ella Adaïewsky; * 22. Februar

- 22. Februar: Ella Adaïewsky, russische Pianistin und Komponistin († 1926)
- 25. Februar: Ange Flégier, französischer Komponist, Musikkritiker, Maler und Schriftsteller († 1927)
- 02. März: Lodovico Giraud, italienischer Opernsänger († 1882)
- 02. März: Marie Roze, französische Opernsängerin († 1926)
- 08. März: Anna Magdalena Appel, deutsche Balletttänzerin und Großherzogin († 1917)
- 14. März: Bertha von Brukenthal, österreichische Komponistin († 1908)
- 01. April: Alfred Richter, deutscher Pianist, Komponist, Dirigent und Musikschriftsteller († 1919)
- 07. April: Franz Ries, deutscher Violinist, Komponist und Musikalienhändler († 1932)
- 29. April: Henry Schradieck, deutscher Komponist, Geiger und Musikpädagoge († 1918)
- 30. April: Karl Piutti, deutscher Komponist († 1902)
- 02. Mai: Zygmunt Noskowski, polnischer Komponist († 1909)
- 09. Mai: Nikolai Feopemptowitsch Solowjow, russischer Komponist und Musikpädagoge († 1916)
- 13. Mai: Alberto Antonio Visetti, italienischer Pianist, Komponist und Gesangspädagoge († 1928)
- 04. Juni: Josef Sittard, deutscher Musikpädagoge und Musikwissenschaftler († 1903)
- 13. Juni: Frederic Woodman Root, US-amerikanischer Komponist und Musikpädagoge († 1916)
- 24. oder 25. Juni: Anton Schott, deutscher Sänger († 1913)
- 29. Juli: Sophie Menter, deutsche Pianistin († 1918)
- 01. August: Brasílio Itiberê da Cunha, brasilianischer Komponist und Diplomat († 1913)
- 05. August: João Gomez de Araújo, brasilianischer Komponist († 1943)
- 24. August: Antoine Taudou, französischer Musikpädagoge, Violinist und Komponist († 1925)
- 30. August: Marie-Rose Astié de Valsayre, französische Geigerin, Komponistin und Feministin († 1915)
- 20. September: Agnes Tyrrell, tschechische Komponistin und Pianistin mit englischen Wurzeln († 1883)
- 21. Oktober: Coelestin Vivell, deutscher Benediktiner und Musikforscher († 1923)
- 04. November: Gaston Serpette, französischer Komponist († 1904)
- 07. November: Ignaz Brüll, österreichischer Komponist und Pianist († 1907)

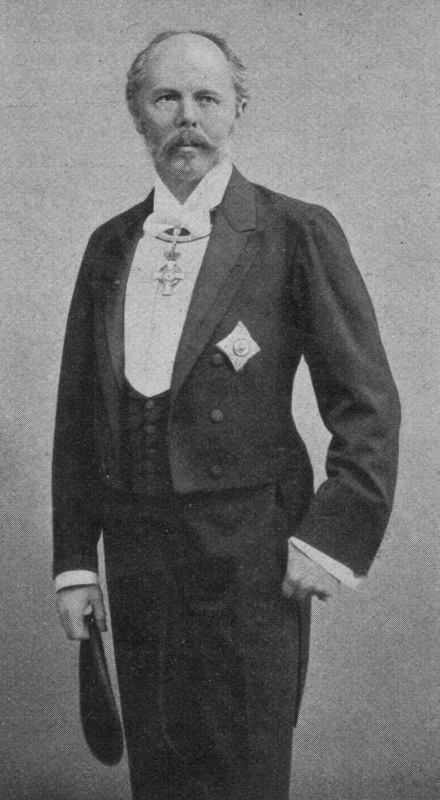
Ernst von Schuch; * 23. November

- 23. November: Ernst von Schuch, deutscher Dirigent († 1914)
- 06. Dezember: Henryk Jarecki, polnischer Komponist, Dirigent und Musikpädagoge († 1918)
- 21. Dezember: Jules Bordier, französischer Komponist († 1896)
- 25. Dezember: Edith Abell, US-amerikanische Sängerin und Gesangspädagogin († 1926)

### Genaues Geburtsdatum unbekannt
- Edward Farley, australischer Sänger († 1916)
- Walentina Semjonowna Serowa, russische bzw. sowjetische Komponistin und Musikkritikerin († 1924)

## Gestorben

### Todesdatum gesichert
- 18. Februar: Giovanni Liverati, italienischer Komponist, Sänger und Dirigent (* 1772)
- 18. Februar: Gottlob Schuberth, deutscher Oboist, Klarinettist und Musikpädagoge (* 1788)
- 16. April: Domenico Carlo Maria Dragonetti, italienischer Kontrabassist und Komponist (* 1763)
- 24. April: Girolamo Crescentini, italienischer Sänger (Kastrat) und Komponist (* 1762)
- 03. Mai: Charles Frédéric Kreubé, französischer Violinist, Kapellmeister und Komponist (* 1777)
- 03. Juni: Eduard Constantin Lewy, Hornist und Professor am Wiener Konservatorium (* 1796)

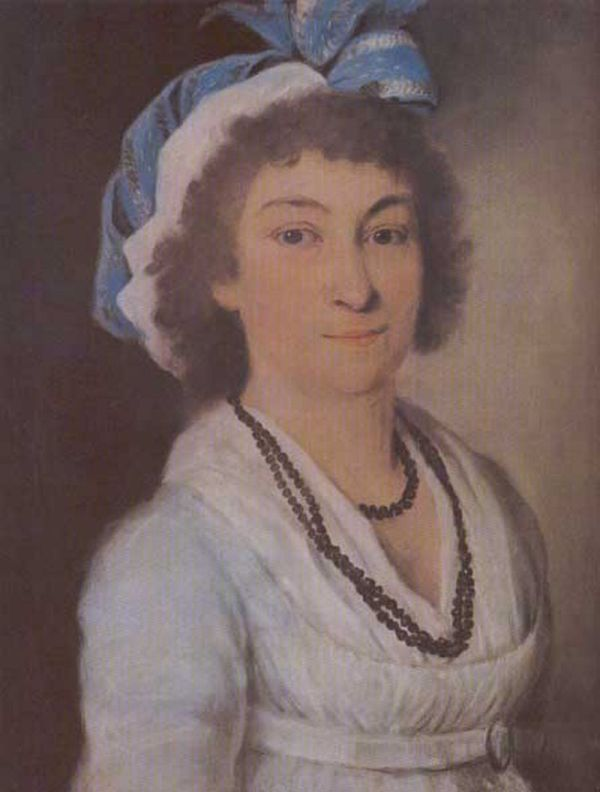
Sophie Haibel; † 26. Oktober

- 01. Juli: Anton Hackel, österreichischer Beamter und Komponist (* 1799)
- 01. August: Peter Ritter, deutscher Komponist, Kapellmeister und Cellist (* 1763)
- 07. August: Christian Heinrich Rinck, deutscher Komponist (* 1770)
- 17. September: Antonio Dall’Occa, italienischer Kontrabassist (* 1763)
- 19. Oktober: Niels Peter Jensen, dänischer Komponist und Flötenvirtuose (* 1802)
- 26. Oktober: Sophie Haibel, österreichische Sängerin sowie Schwägerin und Krankenpflegerin Wolfgang Amadeus Mozarts (* 1763)
- 01. November: Franz Anton Ries, deutscher Violinist (* 1755)
- 24. November: Conrad Merz, deutscher Orgelbauer (* 1768)

### Genaues Todesdatum unbekannt
- Bartolomeo Bortolazzi, italienischer Komponist, Musikpädagoge sowie Gitarren- und Mandolinenvirtuose (* 1772)
- Chrysanthos von Madytos, griechischer Musikpädagoge und Bischof (* 1770)
- Alexis Roger, französischer Komponist (* 1814)